# Сілвер-Крік (Небраска)
Сілвер-Крік (англ. Silver Creek) — селище (англ. village) в США, в окрузі Меррік штату Небраска. Населення — 320 осіб (2020).

## Географія
Сілвер-Крік розташований за координатами 41°18′52″ пн. ш. 97°40′2″ зх. д. / 41.31444° пн. ш. 97.66722° зх. д. (41.314413, -97.667087).  За даними Бюро перепису населення США в 2010 році селище мало площу 0,72 км², з яких 0,71 км² — суходіл та 0,00 км² — водойми.

## Демографія
Згідно з переписом 2010 року, у селищі мешкали 362 особи в 168 домогосподарствах у складі 97 родин. Густота населення становила 506 осіб/км².  Було 194 помешкання (271/км²).
Расовий склад населення:
| - 98,6 % — білих - 0,3 % — корінних американців - 1,1 % — осіб інших рас |

До двох чи більше рас належало 0,0 %. Частка іспаномовних становила 3,6 % від усіх жителів.
За віковим діапазоном населення розподілялося таким чином: 21,5 % — особи молодші 18 років, 53,1 % — особи у віці 18—64 років, 25,4 % — особи у віці 65 років та старші. Медіана віку мешканця становила 47,5 року. На 100 осіб жіночої статі у селищі припадало 101,1 чоловіків;  на 100 жінок у віці від 18 років та старших — 93,2 чоловіків також старших 18 років.
Середній дохід на одне домашнє господарство  становив 47 759 доларів США (медіана — 41 583), а середній дохід на одну сім'ю — 54 046 доларів (медіана — 47 500). Медіана доходів становила 41 042 долари для чоловіків та 25 938 доларів для жінок. За межею бідності перебувало 17,4 % осіб, у тому числі 34,1 % дітей у віці до 18 років та 4,9 % осіб у віці 65 років та старших.
Цивільне працевлаштоване населення становило 191 осіб. Основні галузі зайнятості: освіта, охорона здоров'я та соціальна допомога — 23,6 %, виробництво — 22,0 %, будівництво — 9,9 %, роздрібна торгівля — 8,9 %.